# Lamegoia conodonta
Lamegoia conodonta è un mammifero estinto, appartenente ai didolodontidi. Visse nel Paleocene superiore (circa 58 - 55 milioni di anni fa) e i suoi resti fossili sono stati ritrovati in Sudamerica.

## Descrizione
Questo animale è noto solo per alcuni denti fossili, ed è quindi impossibile ricostruirne l'aspetto. Dal raffronto con altri animali simili e meglio noti, si suppone che questo animale fosse lungo forse 75 centimetri. Lamegoia era caratterizzato da una dentatura bunodonte, molto simile a quella di Didolodus ma più arcaica; i molari inferiori possedevano un trigonide completo.

## Classificazione
Lamegoia era un rappresentante dei didolodontidi, un enigmatico gruppo di mammiferi sudamericani del Cenozoico inferiore. Lamegoia conodonta venne descritto per la prima volta da Carlos de Paula Couto nel 1952, sulla base di alcuni denti fossili ritrovati nella zona di São José de Itaborai in Brasile. 

## Paleoecologia
Lamegoia possedeva le bande di Hunter-Schreger (strutture presenti sui denti, utili a rinforzare lo smalto) trasversali e altamente ondulate; i mammiferi di taglia analoga del giacimento di Itaborai possedevano bande verticali. Si suppone che questa caratteristica fosse un adattamento funzionale al tipo di vegetazione che la dentatura bunodonte di Lamegoia era in grado di processare (Peres Line e Paglarelli Bergqvist, 2005).